# Hipaci de Cilícia
Hipaci o Hypaci de Cilícia o també Hipaci de Gangra (grec antic: Ὑπάτιος Γαγγρῶν) dit el Taumaturg (Cilícia, segle iii - Gangra, ca. 350?) va ser un eclesiàstic, bisbe de Gangra. És venerat com a sant a tota la cristiandat.

## Biografia
Hipaci, després d'una vida ascètica, va ser bisbe de Gangra a Paflagònia com a successor d'Atanasi cap a l'any 325. Va participar en el Primer Concili de Nicea el mateix 325 on va defensar les tesis d'Atanasi contra l'heretgia arriana, i on es van fer esment de la seva vida de devoció i miracles. L'emperador Constantí I el Gran, admirat, va ordenar que s'instal·lés al seu palau un bust del bisbe.

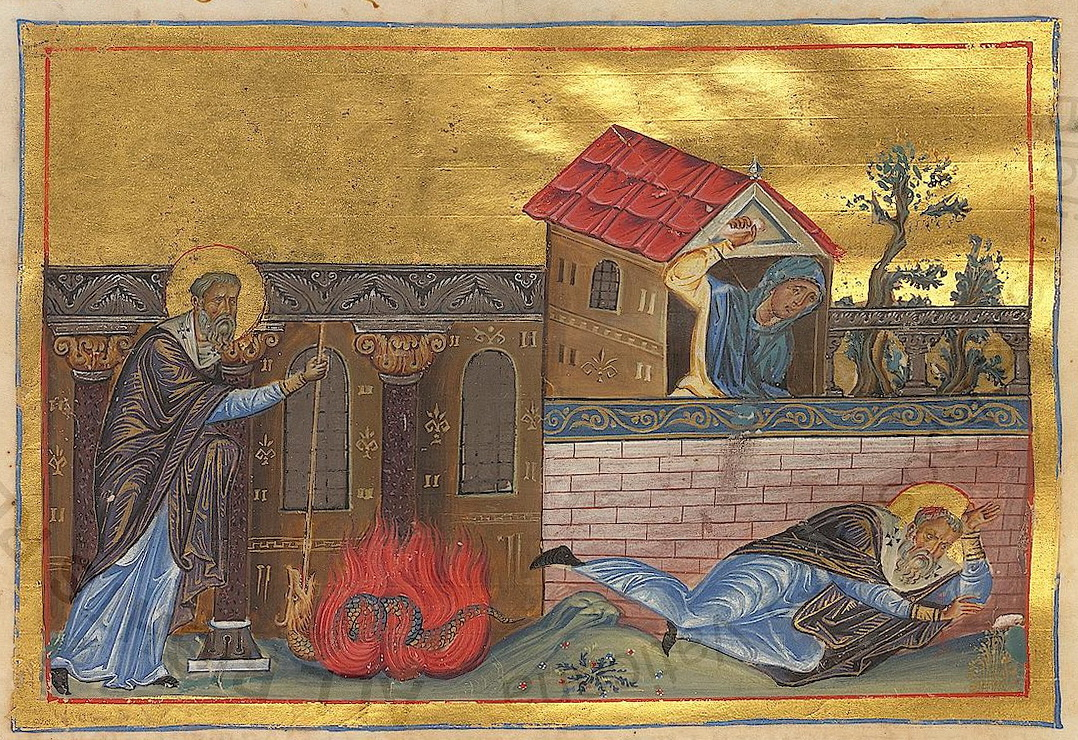
Menologion de Basili II

En tornar del Concili, uns heretges seguidors de l'antipapa Novacià, coneguts amb el nom de novacians, una doctrina que preconitzava un seguiment rigorós dels dogmes i de les penitències, el van atacar en un lloc desolat i el van tirar a la vora del camí, dins d'un pantà fangós. Una dona del grup li va tirar una pedra al cap i el va matar, però just després de fer-ho aquella dona es va tornar boja i amb la mateixa pedra es va colpejar ella mateixa. Els seus companys la van portar al cap de poc davant la tomba del bisbe, i van pregar perquè la guarís i es va salvar cosa que va ser atribuïda a un miracle. El cos del bisbe l'havien trobat uns cristians que van anar a avisar als habitants de Gangra, que el van enterrar. Després de la seva mort, les relíquies del sant van ser famoses pel nombrosos miracles que van tenir lloc.
Aquests fets se situen generalment a l'any 326, després del Concili, però Hipaci encara va signar les actes del Concili de Gangra celebrat cap a l'any 343, i alguns encara el situen en data posterior, ja que la data de la seva mort no es coneix, només que va tenir lloc entre el 325 i el 381. Caldria situar la seva mort després d'aquesta data. La primera menció d'aquesta història es troba al Menologi de Basili II.

## Veneració
Els romans d'Orient celebraven el dia del sant el 14 o 15 de novembre. Al segle xvi el cardenal Cesare Baronio (1538-1607), que va redactar el primer martirologi romà, el va establir oficialment el 14 de novembre, però modernament se celebra el 18 de gener a occident i el 31 de març entre els ortodoxos.